# NGC 5212
NGC 5212 (również PGC 47687) – galaktyka spiralna (S), znajdująca się w gwiazdozbiorze Panny.
Obiekt NGC 5212 odkrył John Herschel 24 kwietnia 1830 roku. W podanej przez niego pozycji nie ma jednak żadnego obiektu, który mógłby dostrzec przez swój teleskop, dlatego wcale nie jest pewne, czy rzeczywiście obserwował wtedy i skatalogował galaktykę PGC 47687. Obiektem obserwowanym przez Herschela mogła być jedna z kilku innych okolicznych galaktyk, a nawet gwiazda podwójna, która leży najbliżej podanej przez niego pozycji. Baza SIMBAD jako NGC 5212 identyfikuje galaktykę PGC 47640.